# Côteaux
Côteaux (em crioulo, Koto), é uma comuna do Haiti, situada no departamento do Sul e no arrondissement de Côteaux. De acordo com o censo de 2003, sua população total é de 16754 habitantes.